# Slemil
A slemil (jiddisül: שלומיאל) egy jiddis kifejezés, jelentése "kétbalkezes, gyámoltalan, balszerencsés". A zsidó humorban egy archetípusként jelenik meg, a slemil viccek szereplői általában valamilyen szerencsétlen helyzetbe keverednek.

## Jelentése

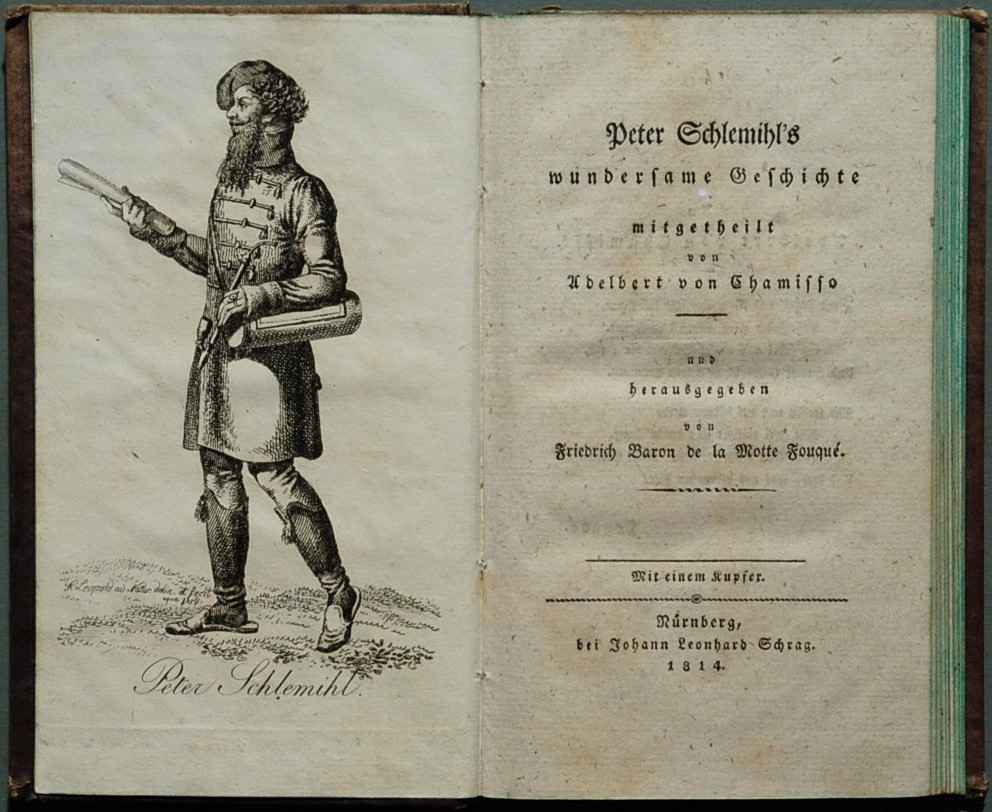
Schlemihl Péter

A kétbalkezes slemil mellett gyakran megjelenik a balszerencsés slimazel. Egy jiddis mondás szerint a slemil az, aki kiborítja a levest, a slimazel pedig az, akire borítják. Hasonló figura a smukk, azonban fontos különbség, hogy a smukk képes megváltozni, addig a slemil és a slimazel, illetve a hasonló jelentésű smendrik megváltoztathatatlanul ugyanaz a jellem marad.
A kifejezés etimológiája bizonytalan. Ernest Klein "A héber nyelv etimológiai nagyszótára" című művében arra jut, hogy az eredete a héber shelo mo'il (haszontalan) lehet. Egy másik elmélet szerint az egyik izraeli törzs vezetőjének, Selúmielnek a nevéből eredhet.
Johann Christian August Heyse és más etimológusok szerint az eredete a "slomi + el" kifejezésekből áll össze, jelentése "Isten az én megváltóm" - azaz a slemil abban reménykedik, hogy Isten fogja őt megmenteni. Ezt a jelentést erősítette a "Schlemihl Péter különös története",  Adelbert von Chamisso tollából.
Ruth Wisse, a Harvard Egyetem irodalomprofesszora szerint a slemil karakter a zsidóemancipáció során emelkedett ki a jiddis irodalomban.

## A kultúrában
- Sólem Aléchem egyik karaktere, Menahem-Mendl egy tipikus slemil, aki arról ábrándozik, hogy egyszer gazdag lesz.
- 1944-es esszéjében Hannah Arendt amellett érvel, hogy a Charlie Chaplin által legtöbbször megformált "csavargó" karakter is az.[9]
- Woody Allen a legtöbb filmjében is egy slemil karaktert alakít, különösen ami a nőkkel való viszonyát illeti.[10]
- Larry David az HBO "Félig üres" című sorozatában egy modern slemilt játszik, aki olyan problémákkal szembesül, melyek a kortárs közép- és felsőközéposztálybeli zsidókat érintik.[11]
- A Seinfeld című sorozatban George Constanza karaktere is egy klasszikus slemil archetípus (aki a már említett Larry David által, saját magáról lett mintázva), a másik főszereplő Jerry Seinfeld pedig a slimazel.
- Az 1995-ben bemutatott "The Real Shlemiel" című izraeli-európai rajzfilmsorozat főszereplői slemiel falusiak, a rabbinak pedig a neve is ez.
- A szoftverfejlesztésben Joel Spolsky programozó vezette be a "slemil festő" (Shlemiel the Painter) algoritmus definícióját 2001-ben, amit olyan algoritmusokra használnak, amik abszolút hatékonytalanok, mert a szoftvertervezés során a legalsó szinteken hagynak figyelmen kívül fundamentális problémákat. A megnevezés a klasszikus viccből jön, amelyikben a slemilt azzal bízzák meg, hogy fesse fel az úttest közepére a csíkokat, de napról napra kevesebbet tud felfesteni, mert egyre messzebbről kell visszaszaladnia a festékesvödörig.
- A 2004-es "Nevetséges Napóleon" című film főszereplője is megtestesíti a klasszikus slemil karakterjegyeket.[12]
- A 2003 és 2007 között futott "A narancsvidék" című sorozat Seth Cohan nevű karaktere is magán viseli ezeket.
- A 2009-es "Egy komoly ember" című film Larry Gopnik nevű szereplője is slemil.
- A "Városfejlesztési osztály" című sorozat 2010-ben bemutatott "Parkbiztonság" című epizódjában Ron Swanson azt állítja, hogy az ügyetlen munkatársa, Jerry, egyszerre slemil és slimazel.[13]
- Thomas Pynchon "V." című regényének főhősére, Benny Profane-re is többször hivatkoznak slemilként.

## Forráshivatkozások
1. ↑  Alexander Harkavy: Yidish-English-Hebreyisher ṿerṭerbukh = Yiddish-English-Hebrew dictionary. National Yiddish Book Center.  1925.  Hozzáférés: 2024. április 11.
2. ↑  Schlemiel Jokes (amerikai angol nyelven). My Jewish Learning. (Hozzáférés: 2024. április 11.)
3. ↑  Schlemiel! Schlimazel! Hasenpfeffer Incorporated! (angol nyelven). HuffPost, 2015. november 9. (Hozzáférés: 2024. április 11.)
4. ↑  Etiquette for Schmucks, Schlemiels, Schlimazels and Schmendriks (angol nyelven). The Forward, 2010. május 12. (Hozzáférés: 2024. április 11.)
5. ↑  DLC: shlemiel. (Hozzáférés: 2024. április 11.)
6. ↑  Shelumiel — The First Schlemiel? (angol nyelven). The Forward, 2006. május 26. (Hozzáférés: 2024. április 11.)
7. ↑  Zeldner, Max (1953). „A Note on "Schlemiel"”. The German Quarterly 26 (2), 115–117. o. DOI:10.2307/401795. ISSN 0016-8831.
8. ↑  Avni, Abraham (1973). „Review of The Schlemiel as a Modern Hero”. Comparative Literature 25 (4), 361–363. o. DOI:10.2307/1769513. ISSN 0010-4124.
9. ↑  Arendt, Hannah (1944). „The Jew as Pariah: A Hidden Tradition”. Jewish Social Studies 6 (2), 99–122. o. ISSN 0021-6704.
10. ↑  Menachem Feuer: The Schlemiel in Woody Allen's Later Films. 1.  2013–04–08.   403–423. o. ISBN 978-1-4443-3723-5 Hozzáférés: 2024. április 11.
11. ↑  Gillota, David (2010. november 22.). „Negotiating Jewishness: Curb Your Enthusiasm and the Schlemiel Tradition” (angol nyelven). Journal of Popular Film and Television 38 (4), 152–161. o. DOI:10.1080/01956051003725244. ISSN 0195-6051.
12. ↑  Buchbinder, David (2008. augusztus 1.). „Enter the Schlemiel: The Emergence of Inadequate or Incompetent Masculinities in Recent Film and Television” (angol nyelven). Canadian Review of American Studies 38 (2), 227–245. o. DOI:10.3138/cras.38.2.227. ISSN 0007-7720.
13. ↑  Garber, Megan: The Downtrodden Jerry Gergich Is the True Hero of 'Parks and Recreation' (angol nyelven). The Atlantic, 2015. február 24. (Hozzáférés: 2024. április 11.)